# Tachardina lereddei
Tachardina lereddei  (лат.) — вид полужесткокрылых насекомых-кокцид рода Tachardina из семейства лаковых червецов Kerriidae.

## Распространение
Северная Африка: Алжир.

## Описание
Питаются соками растений, таких как Tamarix gallica (Tamaricaceae).
Вид был впервые описан в 1950 году французским энтомологом Альфредом Балаховским (Alfred Serge Balachowsky, 1901—1983). Tachardina lereddei включён в состав рода Tachardina Cockerell, 1901.